# Evalljapyx boneti
Evalljapyx boneti är en urinsektsart som beskrevs av Filippo Silvestri 1948. Evalljapyx boneti ingår i släktet Evalljapyx och familjen Japygidae. Inga underarter finns listade i Catalogue of Life.